# Osservatorio avifaunistico Foce del Salso
L'osservatorio avifaunistico Foce del Salso si trova a Licata in provincia di Agrigento.
La realizzazione dell'osservatorio avifaunistico scaturisce dall'esigenza di studiare e valorizzare un'area di notevole interesse naturalistico qual è la foce del fiume Imera Meridionale (o Salso) riqualificandone gli ambienti e preservandola dal degrado dovuto allo scarico abusivo di ogni sorta di rifiuti nonché di promuovere una serie d'attività didattiche che attraverso l'osservazione diretta di specie animali e habitat possano accrescere il rispetto dei cittadini per gli ambienti naturali.
L'osservatorio è ubicato sulla sponda destra della foce del fiume a ridosso dell'argine. È composto da un capanno d'osservazione, posto ad un'altezza di un metro dal suolo, al quale si accede per mezzo di una rampa in legno dopo avere attraversato un "sentiero-natura", un percorso lungo circa centoventi metri dove si possono osservare alcune essenze floristiche tipiche degli ambienti fluviali e una serie di cartelli didattici. Tutta  l'area è mascherata da una barriera di canne per evitare che la fauna possa essere disturbata dalla presenza dei visitatori.
L'attività scientifica è volta allo studio naturalistico dell'habitat fociale mediante il censimento avifaunistico, lo studio dei flussi migratori, il monitoraggio delle acque, lo studio della fauna e della flora costiera ecc., mentre l'attività didattica consiste nello svolgimento di visite guidate a scolaresche di ogni ordine e grado a completamento degli incontri effettuati in aula.
La realizzazione delle opere e la gestione dell'osservatorio sono state affidate dal Comune di Licata al WWF Italia ONG-Onlus (Sezione di Licata) mediante apposita convenzione.
Come simbolo dell'osservatorio è stata scelta la spatola (Platalea leucorodia), un ciconiforme caratterizzato dal lungo becco appiattito.